# Amt Brakel
Das Amt Brakel war ein bis 1969 bestehendes Amt im ostwestfälischen Kreis Höxter in Nordrhein-Westfalen. Seine historischen Vorgänger waren die Gografschaft Brakel und der Kanton Brakel.

## Geographie
Das Amt Brakel lag im Süden des Kreises Höxter. An das Amt grenzten im Uhrzeigersinn beginnend im Westen die Ämter Driburg, Nieheim, Vörden, Höxter-Land und Beverungen (Kreis Höxter) sowie der Kreis Warburg.

## Vorgeschichte

### Die Gografschaft Brakel
Die Gografschaft Brakel war bis zu den Napoleonischen Kriegen eine Verwaltungseinheit im Hochstift Paderborn. Sie umfasste die Stadt Brakel sowie die Orte Altenbergen, Beller, Bellersen, Bökendorf, Erkeln, Hembsen, Herste, Hinnenburg, Istrup, Rheder und Riesel.

### Der Kanton Brakel
Nachdem das Gebiet des Hochstifts 1807 an das Königreich Westphalen gefallen war, wurden neue Verwaltungsstrukturen nach französischem Vorbild geschaffen; meistens ohne Berücksichtigung historischer Gebietsgrenzen. Zum Kanton Brakel gehörten die Stadt Brakel sowie die Gemeinden Beller, Bellersen, Bökendorf, Erkeln, Hembsen, Hinnenburg, Istrup und Riesel. Im Jahre 1810 hatte der Kanton Brakel 5763 Einwohner. Der Kanton gehörte zum Distrikt Höxter im Departement der Fulda des Königreichs und fiel 1813 an Preußen. 1816 wurde der Kanton, vergrößert um die Gemeinden Rheder und Schmechten aus dem Kanton Gehrden, dem neuen Kreis Brakel zugeschlagen und bestand in diesem als Verwaltungsbezirk fort. 1832 wurde der gesamte Kreis Brakel mitsamt dem Verwaltungsbezirk Brakel in den Kreis Höxter eingegliedert. 1836 erhielt die Stadt Brakel die preußische revidierte Städteordnung und wurde dadurch ein eigener Verwaltungsbezirk.

## Das Amt Brakel
Im Rahmen der Einführung der westfälischen Landgemeinde-Ordnung von 1841 wurden aus den unterhalb der Kreisebene bestehenden Verwaltungsbezirken, sofern es sich nicht um Städte gemäß der revidierten Städteordnung handelte, Ämter gebildet. Im Kreis Höxter wurde dadurch aus dem Verwaltungsbezirk Brakel das Amt Brakel. Zum Amt gehörten bis auf die Stadt Brakel alle Gemeinden des alten Kantons Brakel. Die Stadt Brakel war Verwaltungssitz des Amtes. Ein eigenes Amtshaus wurde 1910 an der Warburger Straße errichtet.

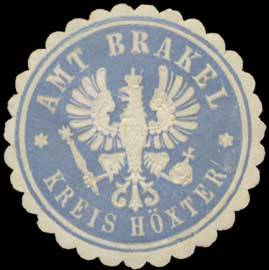
Siegelmarke des Amtes Brakel

Am Anfang der 1860er Jahre wurde der Gutsbezirk Abbenburg-Bökerhof aus der Gemeinde Bökendorf herausgelöst. Am 1. Oktober 1928 wurde der Gutsbezirk wieder nach Bökendorf eingemeindet. Die Stadt Brakel wurde am 1. April 1938 in das Amt Brakel eingegliedert und verlor damit ihre Amtsfreiheit.
Das Amt gliederte sich seitdem in die elf Gemeinden Beller, Bellersen, Bökendorf, Brakel, Erkeln, Hembsen, Hinnenburg, Istrup, Rheder, Riesel und Schmechten, von denen Brakel das Stadtrecht besaß und auch Verwaltungssitz war.
Die Gemeinden des Amts hatten bei der letzten Volkszählung vor der Amtsauflösung am 6. Mai 1961 eine Wohnbevölkerung von 11.946 Einwohnern. Der Fortschreibung der Volkszählungsergebnisse zufolge stieg diese Zahl bis Ende 1967 auf 12.785 Einwohner. Bei einer Fläche von 137,74 km² ergibt sich eine durchschnittliche Bevölkerungsdichte von 93 Einwohnern pro Quadratkilometer, die weit unter dem Kreisdurchschnitt von 140 Einwohnern pro Quadratkilometer lag. Die folgende Übersicht zeigt die elf Gemeinden mit Bevölkerungs- und Gebietsstand vom 31. Dezember 1967:
| Name          | Einwohner | Fläche in km² |
| ------------- | --------- | ------------- |
| Beller        | 227       | 4,14          |
| Bellersen     | 630       | 8,74          |
| Bökendorf     | 906       | 13,88         |
| Brakel, Stadt | 7.340     | 42,67         |
| Erkeln        | 711       | 13,25         |
| Hembsen       | 1.126     | 9,31          |
| Hinnenburg    | 70        | 14,39         |
| Istrup        | 686       | 7,39          |
| Rheder        | 364       | 8,86          |
| Riesel        | 462       | 8,34          |
| Schmechten    | 263       | 6,77          |
| Amt Brakel    | 12.785    | 137,74        |

Aufgrund von Gebietsänderungsverträgen vom 8. August 1968 und § 3 des „Gesetzes zur Neugliederung des Kreises Höxter“ vom 2. Dezember 1969, das in § 8 Abs. 3 auch die Gebietsänderungsvertrage bestätigt, schlossen sich die Gemeinden des Amtes zum 1. Januar 1970 zur neuen Stadt Brakel zusammen. Das Amt Brakel wurde aufgelöst. Rechtsnachfolgerin ist die Stadt Brakel.

## Einwohnerentwicklung
| Jahr | Amt Brakel | Stadt Brakel | Quelle |
| ---- | ---------- | ------------ | ------ |
| 1864 | 4.942      | 2.875        | [ 11 ] |
| 1871 | 4.564      | 2.706        | [ 12 ] |
| 1885 | 4.503      | 2.950        | [ 13 ] |
| 1895 | 4.450      | 3.341        | [ 14 ] |
| 1910 | 4.628      | 3.642        | [ 15 ] |
| 1925 | 4.750      | 3.883        | [ 16 ] |
|      | Amt Brakel |              |        |
| 1939 | 8.956      | 8.956        | [ 16 ] |
| 1950 | 12.765     | 12.765       | [ 17 ] |
| 1961 | 11.946     | 11.946       | [ 18 ] |
| 1968 | 12.744     | 12.744       | [ 19 ] |